# Anna Leopoldowna
Anna Leopoldowna, urodzona jako Elżbieta Katarzyna Krystyna z Meklemburgii-Schwerinu (ur. 18 grudnia 1718 w Rostocku, zm. 8 marca?/19 marca 1746 w Chołmogorach) – księżniczka meklemburska, księżna Brunszwiku od 1739 jako żona Antoniego Ulryka, regentka Rosji w latach 1740-1741 w imieniu syna Iwana VI, jedyna córka Karola Leopolda i Katarzyny Iwanowny.

## Życiorys

### Pochodzenie
Elżbieta urodziła się 18 grudnia 1718 w Rostocku jako córka Karola Leopolda, księcia Meklemburgii i Katarzyny Iwanownej, carówny rosyjskiej. Ze strony matki jej dziadkiem byli car Rosji Iwan V. Została ochrzczona w obrządku protestanckim pod imionami Elżbieta Katarzyna Krystyna. Ojciec Elżbiety słynął z brutalności; dodatkowo warunki, w których żyły księżna i księżniczka zaniepokoiły ich matkę i babkę Praskowię Sałtykową. Wdowa po carze poprosiła brata zmarłego męża, obecnie panującego Piotra Wielkiego, o zgodę na opuszczenie Meklemburgii przez Katarzynę. Cesarz zgodził się i w 1723 r. księżna powróciła do Rosji zabierając ze sobą córkę.

### Sprawa następstwa tronu
W styczniu 1730 zmarł cesarz Piotr II, ostatni Romanow w linii męskiej. Nie zdążył się ożenić i nie pozostawił po sobie legalnych potomków. Matka Elżbiety jako najstarsza córka Iwana V była jedną z pretendentek do objęcia tronu Rosji, jednak Najwyższa Tajna Rada ze względu na niechęć do jej męża odrzuciła jej kandydaturę i cesarzową została młodszą siostra Katarzyny Anna.
Bezdzietna cesarzowa w 1732 ogłosiła, że dziedzicem tronu będzie syn urodzony przez jej siostrzenicę Elżbietę. Rok później 15-letnia księżniczka przeszła na prawosławie i przyjęła imię Anna na cześć ciotki. Od tamtej pory funkcjonowała jako Anna Leopoldowna.

### Małżeństwo
2 lipca 1739 Annę zaręczono z Antonim Ulrykiem, księciem brunszwickim. Dzień później odbył się ich ślub. Małżonkowie znali się od 1733 i lubili. Antoni był kuzynem zmarłego Piotra II.  Anna cieszyła się, że ciotka wybrała Antoniego na jej męża.
Według innej wersji zaręczyny odbyły się w 1738 a Anna nie lubiła Antoniego. Publicznie określała go niedołęgą i traktowała z pogardą nawet podczas uczty weselnej. Faworyt cesarzowej Ernest Biron widząc niechęć dziedziczki do narzeczonego zaproponował jej małżeństwo ze swoim synem Piotrem, jednak Anna odparła, że woli poślubić krewnego cesarza rzymskiego niż syna stajennego. Cesarzową uraziła ta propozycja i chciała zdymisjonować Birona, ale ostatecznie nie zdecydowała się na to.
Niezależnie od rzeczywistych relacji pomiędzy Anną i Antonim cesarzowa uznawała to małżeństwo za doskonałe pod względem politycznym. Książę jako kuzyn ówczesnej dziedziczki cesarza Karola VI Marii Teresy był popierany przez Austrię, sojusznika Rosji.

### Śmierć cesarzowej Anny
Anna i jej mąż uważali się za jedynych spadkobierców tronu rosyjskiego. Rok po ślubie Anna urodziła syna Iwana, którego nazwano na cześć swego pradziadka. Dziecko natychmiast zostało zabrane Annie przez cesarzową, która jednak ciężko zachorowała 5 października 1740. Pięć dni później oficjalnie zaprezentowała dworzanom Iwana jako sukcesora. Zmarła 17 października 1740. 
Ernest Biron natychmiast po śmierci Anny Iwanowny objął rządy regencyjne. Z tą decyzją nie zgadzali się Anna i jej mąż, którzy nienawidzili kochanka zmarłej cesarzowej. Biron próbował aresztować Antoniego Ulryka za obrazę jego osoby. Groził Annie, że wydali ich z Rosji a na tronie obsadzi Elżbietę Piotrowną lub jej siostrzeńca Karola Ulryka. 

### Objęcie władzy
Wobec takiego obrotu spraw wicekanclerz Andriej Ostermann i feldmarszałkek Burkhard Münnich namawiali Annę do obalenia regenta. Księżna wraz z mężem, pułkownikiem Hermannen von Mansteinem i Munnichem szykowali przewrót pałacowy. 9 listopada 1740 około 3 nad ranem Munnich wraz z trzydziestoma gwardzistami aresztował Birona, jego żonę i brata. Dzień później Anna już jako regentka zarzuciła obalonemu regentowi próbę obalenia cesarza oraz chęć zamordowania jej i Antoniego. Hrabia został uwięziony a jego majątek skonfiskowano. W kwietniu 1741 został zesłany do Pełymu.  
Objęcie władzy przez Annę gwardia przyjęła pozytywnie. Cofnęła wprowadzony przez jej poprzednika zakaz chodzenia przez żołnierzy do karczm. Mężowi nadała tytuł generalissimusa a ambitnemu Münnichowi powierzyła urząd pierwszego ministra. Rodziny Golicynów i Dołgorukich odzyskały swoje miejsce na dworze cesarskim. Inni uczestnicy przewrotu otrzymali majątki ziemskie i wsparcie finansowe. Anna zaczęła tytułować się Wielką księżną Rosji i Regentką Imperium.  
Anna i Antoni nie mieli doświadczenia politycznego; duże wpływy na rządy miał mianowany generałem admirałem Andriej Ostermann. Cieszył się zaufaniem Anny, która oddała się macierzyństwu i znajomości z saksońskim posłem Karolem Maurycym von Lynarem i baronową Julią von Mendgen. Konflikt pomiędzy regentką a mężem podsycany przez Julię nasilał się.
W tym samym czasie do przewrotu pałacowego szykowała się córka Piotra I Wielkiego i Katarzyny I, Elżbieta Piotrowna, mimo że wcześniej pogratulowała Annie sukcesu. Współpracownicy regentki ostrzegali ją przed spiskiem, który szykowała cesarzówna, jednakże Anna nie reagowała. Ostermann sugerował regentce umieszczenie Elżbiety w klasztorze, lecz Anna zdecydowanie odrzuciła ten pomysł.  Za namową kochanka planowała ogłosić się samodzielnie panującą cesarzową a koronację zaplanowała na grudzień 1741. Obawiano się, że Anna rozwiedzie się z mężem i poślubi Lynara.
Takie działania spowodowały spadek poparcia dla Anny.

### Upadek
23 listopada 1741 wielka księżna spotkała się z Elżbietą, która zapewniała ją o swojej lojalności. Anna uwierzyła w szczerość cesarzówny i nie zważała na prośby męża o wzmocnienie straży wokół pałacu. W nocy z 24 na 25 listopada 1741 Elżbieta udała się do pułku Prieobrażenskiego, gdzie w towarzystwie trzech zaufanych sobie ludzi: dokora Lestocqa, muzykanta Schwartza i dworzanina Woroncowa, zdobyła poparcie 300 gwardzistów powołując się na dziedzictwo Piotra Wielkiego i ruszyła do Pałacu Zimowego.    
Elżbieta z łatwością wkroczyła do pałacu i przejęła władzę. Anna, jej mąż i dwójka dzieci wraz z baronową Julią zostali zamknięci w jednej komnacie i oczekiwali na decyzję nowej cesarzowej. 28 listopada 1741 zapadła decyzja o pozwoleniu na wyjazd rodziny do Niemiec, jednak dzień później Elżbieta zmieniła zdanie. Początkowo zesłała ich do Woroneża a następnie do Chołmogorów, gdzie mieszkali w pałacu byłego biskupa pod ścisłym nadzorem. Podczas zesłania Anna urodziła troje dzieci, czym wzbudzała zazdrość bezdzietnej Elżbiety (potomków brakowało również w małżeństwie jej dziedzica Piotra).  

### Śmierć i dziedzictwo
Anna zmarła w połogu 7 marca 1746 w wieku niespełna 28 lat.  Na polecenie cesarzowej zmarłą regentkę pochowano w klasztorze Aleksandra Newskiego. Elżbieta opłakiwała zmarłą, jednak pamięć o regentce miała zniknąć na zawsze a fakt narodzin jej synów ukryto przed opinią publiczną.  
Losy dzieci Antoniego i Anny były tragiczne. Były cesarz Iwan został w 1756 odseparowany od ojca i czwórki rodzeństwa (Katarzyny, Elżbiety, Piotra i Aleksego) i zamknięty w bardzo surowych warunkach w Twierdzy Szlisselburskiej. Za krótkiego panowania Piotra III, następcy Elżbiety Piotrownej, los Iwana nieco się poprawił, jednak wkrótce po objęciu władzy przez jego żonę Katarzynę II został zamordowany. W 1764 wdowiec po Annie otrzymał od Katarzyny szansę na odzyskanie wolności, jednak zdecydował się pozostać z dziećmi w trudnych warunkach w Chołmogorach. Zmarł w 1776. Czwórka rodzeństwa w 1780 za zgodą cesarzowej udała się do Danii, gdzie zaoferowała im azyl ich ciotka królowa-wdowa Juliana Maria. 

## Genealogia
| Fryderyk (książę meklemburski) ur. 13 II 1638 zm. 28 IV 1688 | Fryderyk (książę meklemburski) ur. 13 II 1638 zm. 28 IV 1688 |                                                                     |                                                                     | Krystyna z Hesji-Homburg ur. 30 VI 1653 zm. 16 V 1722 | Krystyna z Hesji-Homburg ur. 30 VI 1653 zm. 16 V 1722 |  |  | Iwan V Romanow ur. 6 IX 1666 zm. 8 II 1696 | Iwan V Romanow ur. 6 IX 1666 zm. 8 II 1696 |                                                 |                                                 | Praskowia Sałtykowa ur. 12 X 1664 zm. 26 X 1723 | Praskowia Sałtykowa ur. 12 X 1664 zm. 26 X 1723 |
|                                                              |                                                              |                                                                     |                                                                     |                                                       |                                                       |  |  |                                            |                                            |                                                 |                                                 |                                                 |                                                 |
|                                                              |                                                              |                                                                     |                                                                     |                                                       |                                                       |  |  |                                            |                                            |                                                 |                                                 |                                                 |                                                 |
|                                                              |                                                              | Karol Leopold z Meklemburgii-Schwerin ur. 26 IX 1678 zm. 28 XI 1747 | Karol Leopold z Meklemburgii-Schwerin ur. 26 IX 1678 zm. 28 XI 1747 |                                                       |                                                       |  |  |                                            |                                            | Katarzyna Iwanowna ur. 20 X 1691 zm. 14 VI 1733 | Katarzyna Iwanowna ur. 20 X 1691 zm. 14 VI 1733 |                                                 |                                                 |
|                                                              |                                                              |                                                                     |                                                                     |                                                       |                                                       |  |  |                                            |                                            |                                                 |                                                 |                                                 |                                                 |
|                                                              |                                                              |                                                                     |                                                                     |                                                       |                                                       |  |  |                                            |                                            |                                                 |                                                 |                                                 |                                                 |
|                                                              |                                                              |                                                                     |                                                                     |                                                       |                                                       |  |  |                                            |                                            |                                                 |                                                 |                                                 |                                                 |

|                                                  |                                                  | Antoni Ulryk z Brunszwiku-Wolfenbüttel ur. 28 VIII 1714 zm. 4 V 1774 | Antoni Ulryk z Brunszwiku-Wolfenbüttel ur. 28 VIII 1714 zm. 4 V 1774 | Anna Leopoldowna ur. 18 XII 1718 zm. 19 III 1746 | Anna Leopoldowna ur. 18 XII 1718 zm. 19 III 1746 |                                                |                                                |                                                 |                                                 |
|                                                  |                                                  |                                                                      |                                                                      |                                                  |                                                  |                                                |                                                |                                                 |                                                 |
|                                                  |                                                  |                                                                      |                                                                      |                                                  |                                                  |                                                |                                                |                                                 |                                                 |
|                                                  |                                                  |                                                                      |                                                                      |                                                  |                                                  |                                                |                                                |                                                 |                                                 |
| Iwan VI Romanow ur. 23 VIII 1740 zm. 16 VII 1764 | Iwan VI Romanow ur. 23 VIII 1740 zm. 16 VII 1764 | Katarzyna Antonowna ur. 26 VII 1741 zm. 21 IV 1807                   | Katarzyna Antonowna ur. 26 VII 1741 zm. 21 IV 1807                   | Elżbieta Antonowna ur. 16 IX 1743 zm. 20 X 1782  | Elżbieta Antonowna ur. 16 IX 1743 zm. 20 X 1782  | Piotr Antonowicz ur. 30 III 1745 zm. 30 I 1798 | Piotr Antonowicz ur. 30 III 1745 zm. 30 I 1798 | Aleksy Antonowicz ur. 10 III 1746 zm. 23 X 1787 | Aleksy Antonowicz ur. 10 III 1746 zm. 23 X 1787 |